# Zambian Premier League
Zambian Premier League (Konkola Copper Mines Premier League) – najwyższa klasa rozgrywek ligowych w piłkę nożną w Zambii, po raz pierwszy zorganizowana w 1962 roku przez Zambijską Federację Piłki Nożnej (Football Association of Zambia). W rozgrywkach bierze udział 16 klubów.

## Zambian Premier League w sezonie 2010
| - City of Lusaka - Green Buffaloes - Kabwe Warriors - Konkola Blades - Lusaka Dynamos - Nchanga Rangers - Nkana F.C - Nkwazi | - Power Dynamos - Red Arrows - Roan United - Zanaco - ZESCO United - National Assembly - Choma Eagles - Forest Rangers |

## Mistrzowie
| - 1962: Lusaka City Council - 1963: Mufulira Wanderers - 1964: Roan United Luanshya - 1965: Mufulira Wanderers - 1966: Mufulira Wanderers - 1967: Mufulira Wanderers - 1968: Kabwe Warriors - 1969: Mufulira Wanderers - 1970: Kabwe Warriors - 1971: Kabwe Warriors - 1972: Kabwe Warriors - 1973: Zambia Army Lusaka - 1974: Zambia Army Lusaka - 1975: Green Buffaloes Lusaka - 1976: Mufulira Wanderers - 1977: Green Buffaloes Lusaka - 1978: Mufulira Wanderers | - 1979: Green Buffaloes Lusaka - 1980: Nchanga Rangers Chingola - 1981: Green Buffaloes Lusaka - 1982: Nkana Kitwe - 1983: Nkana Kitwe - 1984: Power Dynamos Kitwe - 1985: Nkana Kitwe - 1986: Nkana Kitwe - 1987: Kabwe Warriors - 1988: Nkana Kitwe - 1989: Nkana Kitwe - 1990: Nkana Kitwe - 1991: Power Dynamos Kitwe - 1992: Nkana Kitwe - 1993: Nkana Kitwe - 1994: Power Dynamos Kitwe - 1995: Mufulira Wanderers | - 1996: Mufulira Wanderers - 1997: Power Dynamos Kitwe - 1998: Nchanga Ramgers Chingola - 1999: Nkana Kitwe - 2000: Power Dynamos Kitwe - 2001: Nkana Kitwe - 2002: Zanaco FC - 2003: Zanaco FC - 2004: Red Arrows Lusaka - 2005: Zanaco FC - 2006: Zanaco FC - 2007: ZESCO United Ndola - 2008: ZESCO United Ndola - 2009: Zanaco FC - 2010: ZESCO United Ndola |